# Dylan Tait
Dylan Tait (* 1. Dezember 2001 in Glasgow) ist ein schottischer Fußballspieler, der beim FC Falkirk unter Vertrag steht.

## Karriere
Der in Glasgow geborene Tait begann seine Karriere im Stadtteil Maryhill bei Partick Thistle. Bis zum Jahr 2017 spielte er in der unter dem Namen „Thistle Weir Youth Academy“ bekannten Jugendakademie. Zwischen 2017 und 2019 spielte er in der „Fife Elite Football Academy“. Im Januar 2019 wechselte Tait zu den Raith Rovers aus der Scottish League One. Sein Debüt für die „Rovers“ gab er am letzten Spieltag der League-One-Saison 2018/19, als er bei einem 1:1-Unentschieden gegen Montrose eingewechselt wurde. Tait absolvierte in der folgenden Saison 2019/20 weitere 13 Spiele und erzielte 3 Tore. Mit den „Rovers“ gewann er zudem die Meisterschaft in der dritten Liga und stieg auf. Als Aufsteiger konnte er mit der Mannschaft 2021 die Aufstiegs-Play-offs für die 1. Liga erreichen in der es in der zweiten Runde eine Niederlage gegen den FC Dundee gab.
Am 1. September 2021 wurde der 19-Jährige Tait für eine Ablösesumme vom schottischen Erstligisten Hibernian Edinburgh verpflichtet und unterschrieb einen Vertrag bis 2025. Die „Hibs“ verliehen ihn bis Januar 2022 an seinen alten Verein zurück. Ab Januar 2022 wurde Tait an den Zweitligisten FC Kilmarnock bis zum Ende der Saison verliehen. In den folgenden beiden Jahren folgten Leihen zum FC Arbroath, Hamilton Academical und FC Falkirk. In Falkirk erhielt er nach der Leihe einen festen Vertrag, nachdem er mit dem Verein in die zweite Liga aufgestiegen war.